# Iàltxikski
Iàltxikski (en rus: Яльчикский) és un poble (un possiólok) de la República de Marí El, a Rússia, que en el cens del 2010 tenia 30 habitants. Pertany al districte rural de Voljsk.